# Democratic Party (Hongkong)
Die Democratic Party (kurz DP, chinesisch 民主黨 / 民主党, Pinyin mínzhǔ dǎng, Jyutping man4zyu2 dong2 – „Demokratische Partei“) ist eine pro-demokratische politische Partei in der Sonderverwaltungszone Hongkong mit liberaler Ausrichtung. Mit 7 Sitzen im Legislative Council und 91 Sitzen in den District Councils im Jahr 2019 stellte die Democratic Party die führende Partei beziehungsweise Flaggschiff-Partei im Pro-Demokratie-Lager Hongkongs dar. In Folge des Chinesischen Sicherheitsgesetzes für Hongkong beschloss die Partei am 13. April 2025 die Selbstauflösung.

## Geschichte
Die Partei wurde im Oktober 1994 als Zusammenschluss der Parteien United Democrats und Meeting Point gegründet. Am 23. November 2008 ging außerdem die Partei The Frontier in der Democratic Party auf. Bei den ersten drei Wahlen zum Hongkonger Legislativrat unter dem damaligen Parteichef Martin Lee wurde die Partei auf Anhieb stärkste Kraft unter den einzelnen Parteien. Bei der Wahl zum Hongkonger Legislativrat 2004 stürzte die Partei jedoch auf Position drei ab und wurde seither jeweils zweitstärkste Partei hinter der Democratic Alliance for the Betterment and Progress of Hong Kong.
Bei den Kommunalwahlen in Hongkong 2019 gewann die Partei 91 Sitze in den Bezirksvertretungen, was einem Zugewinn von 54 Sitzen gleichkommt. Dies stellte das beste Ergebnis der Partei seit den Kommunalwahlen in Hongkong 2003 dar. Damals erreichte die Democratic Party 95 Sitze.

## Positionen

### Verhältnis zur Volksrepublik China
Hongkong wird von der Democratic Party als ein unteilbarer Teil Chinas angesehen. Die Partei unterstützt die Rückkehr der Souveränität Hongkongs an China.
Die Maxime des Prinzips „Ein Land, zwei Systeme“ und somit ein hohes Maß an Autonomie und die Bildung einer demokratischen Regierung in Hongkong werden als die Wünsche der Menschen in Hongkong angesehen. Dies wird laut der Partei dazu beitragen, Stabilität und Wohlstand in Hongkong sowie die Entwicklung Chinas insgesamt zu fördern.
Die Democratic Party sieht es als wichtig an, sich um China zu kümmern und sieht es als Teil der chinesischen Bürgerschaft und als Rechte und Pflichten, an den Angelegenheiten Chinas teilzunehmen und diese zu kommentieren. Die Partei setzt sich dafür ein, die Ansichten der Menschen in Hongkong über die Politik der chinesischen Regierung in Bezug auf Hongkong oder mit Auswirkungen auf Hongkong zu vertreten und entsprechend zu artikulieren.
Radikalere Kräfte innerhalb des Pro-Demokratie-Lagers kritisieren die strikte Ablehnung der Democratic Party bezüglich der Unabhängigkeit Hongkongs. Führende Politiker der Democratic Party, darunter Szeto Wah, Martin Lee und Albert Ho, bezeichneten sich selbst als chinesische Patrioten, was das klare Bekenntnis der Democratic Party zu China und die Ablehnung der Unabhängigkeit Hongkongs erklärt. Dies bedeutet jedoch nicht, dass sie die Einparteienherrschaft der Kommunistischen Partei Chinas toleriert. Stattdessen unterstützt die Democratic Party Demokratiebewegungen in der Volksrepublik China.

### Innenpolitik
Die Etablierung eines demokratischen Systems wird als die Voraussetzung für ein hohes Maß an Autonomie in Hongkong und als eine natürliche Folge der Beendigung der britischen Kolonialherrschaft angesehen. Die Partei sieht zudem Demokratie, Freiheit, Menschenrechte und Rechtsstaatlichkeit als die Grundlagen für Fortschritt und Wohlstand in einer modernen Gesellschaft. In Hongkong sei es notwendig, die Entwicklung eines demokratischen Regierungssystems voranzutreiben, um den Schutz der Freiheit, der Menschenrechte und der Rechtsstaatlichkeit zu verstärken.
Die Partei möchte erreichen, um einen freien und fairen Wettbewerb in der Hongkonger Marktwirtschaft aufrechtzuerhalten, dass Hongkong über geeignete Überwachungssysteme, ein angemessenes und stabiles Steuersystem, eine solide Rechtsordnung und eine korruptionsfreie und rechenschaftspflichtige Regierung verfügt und diese aufrechterhält. Wirtschaftlicher Wohlstand hängt laut der Democratic Party von den gemeinsamen Anstrengungen von Investoren, Arbeitnehmern, Fachleuten, Regierungen und allen Mitgliedern der Gesellschaft ab. Die Schaffung von Wohlstand sei die Voraussetzung für die soziale Entwicklung, und das letztliche Ziel der Schaffung von Wohlstand besteht laut der Partei darin, dass alle Mitglieder der Gesellschaft die Früchte ihres wirtschaftlichen Erfolgs teilen können.
Um die Stabilität und den Wohlstand von Hongkong, sowie die soziale Gerechtigkeit zu fördern und alle Formen der Diskriminierung zu beseitigen, muss Hongkong laut der Democratic Party ein starkes und gesundes Bildungs-, Medizin-, Wohnungsbau-, Arbeits-, Sozial- und Sozialversicherungssystem gewährleisten. Die Gewährleistung der sozialen Sicherheit entwickelt laut der Ansicht der Partei die Chancengleichheit bei der Teilnahme und Entwicklung persönlicher Talente. Um eine kontinuierliche Versorgung mit natürlichen Ressourcen, eine langfristige soziale Entwicklung und den Lebensunterhalt von zukünftigen Generationen zu sichern, will die Democratic Party erreichen, dass das Lebensumfeld geschützt und weiterentwickelt wird.
Zudem versteht sich die Demokratische Partei als eine lokale politische Partei, die sich den Angelegenheiten Hongkongs widmet und sich gleichermaßen um China kümmert.
In Hongkong werden die meisten Parteien des Pro-Demokratie-Lagers – einschließlich der Democratic Party – als liberal bezeichnet. Dennoch wird das vom regierenden konservativen Pro-Peking-Lager praktizierende Modell des radikalen freien Marktes insbesondere aufgrund unzureichender sozialer Sicherungssysteme kritisiert, weshalb die Democratic Party wirtschaftspolitisch im westlichen Kontext eher als sozialliberal oder Mitte-links bezeichnet werden würde. Der Begriff Liberalismus bezieht sich insbesondere auf die Demokratisierungsforderungen sowie in gesellschaftspolitischen Fragen liberale Positionen.

### Vielfältigkeit innerparteilicher Positionen
Die Democratic Party ist eine der am wenigsten radikalen Parteien im Pro-Demokratie-Lager und gilt als recht konformistisch. Dies zeigt sich unter anderem am klaren Bekenntnis zum Prinzip „Ein Land, zwei Systeme“. Es soll lieber ein kleinschrittiger Reformprozess hin zur Demokratisierung unter der Zugehörigkeit zur Volksrepublik China als ein radikaler Weg der Unabhängigkeit beschritten werden. Teilweise gab es sogar schon ehemalige Politiker der Democratic Party, welche später das Pro-Peking-Lager unterstützten – überwiegend ehemalige Mitglieder der Vorgängerpartei Meeting Point. So wurde zum Beispiel Anthony Cheung, der bis 2004 Mitglied der Democratic Party war, im Jahr 2012 Mitglied der Regierung unter dem dem Pro-Peking-Lager angehörenden Chief Executive Leung Chun-ying. Darüber hinaus gibt es auch ein Establishment innerhalb der Democratic Party, welches aus langjährigen Mitgliedern besteht, welche sich zwar klar zum Pro-Demokratie-Lager positionieren, dennoch als überwiegend moderat gelten.
Dennoch gab es auch stets Mitglieder in der Democratic Party, welche sich gegen den moderaten Kurs positioniert haben. In den Jahren nach der Gründung bis 2006 war zum Beispiel die Gruppe der sogenannten Young Turks aktiv, welche einen radikaleren Weg zur Demokratisierung Hongkongs sowie eine weiter links orientierte Sozialpolitik forderten. Damit stellten sie sich gegen die überwiegende Meinung des konformistischen und der Mittelschicht zugehörigen Establishments der Partei. Einige der Young Turks gründeten 2006 die League of Social Democrats. Auch später gab es Abspaltungen von weniger konformistischen Politikern von der Democratic Party, zum Beispiel mit der Gründung der Neo Democrats im Jahr 2010. Bis heute gibt es auch überwiegend junge, weniger konformistische Mitglieder innerhalb der Democratic Party, weshalb sie mit dieser Vielfalt auch als Catch-all-Partei innerhalb des Pro-Demokratie-Lagers bezeichnet werden kann.
Auch in gesellschaftspolitischen Fragen wie Gesetzen gegen die Diskriminierung von Homosexuellen gibt es in der Democratic Party oft unterschiedliche Meinungen, da von der Partei eine große Breite unterschiedlicher Wählerschaften von sozialliberalen bis konservativen Wählern abgedeckt wird. Die Democratic Party ist im Pro-Demokratie-Lager eine eher weniger progressive Partei.

## Parteivorsitzende
- Martin Lee – 2. Oktober 1994–2. Dezember 2002
- Yeung Sum – 2. Dezember 2002–12. Dezember 2004
- Lee Wing-tat – 12. Dezember 2004–17. Dezember 2006
- Albert Ho – 17. Dezember 2006–10. September 2012
- Emily Lau – 10. September 2012–4. Dezember 2016
- Wu Chi-wai – 4. Dezember 2016-6. Dezember 2020
- Lo Kin-hei- seit 6. Dezember 2020

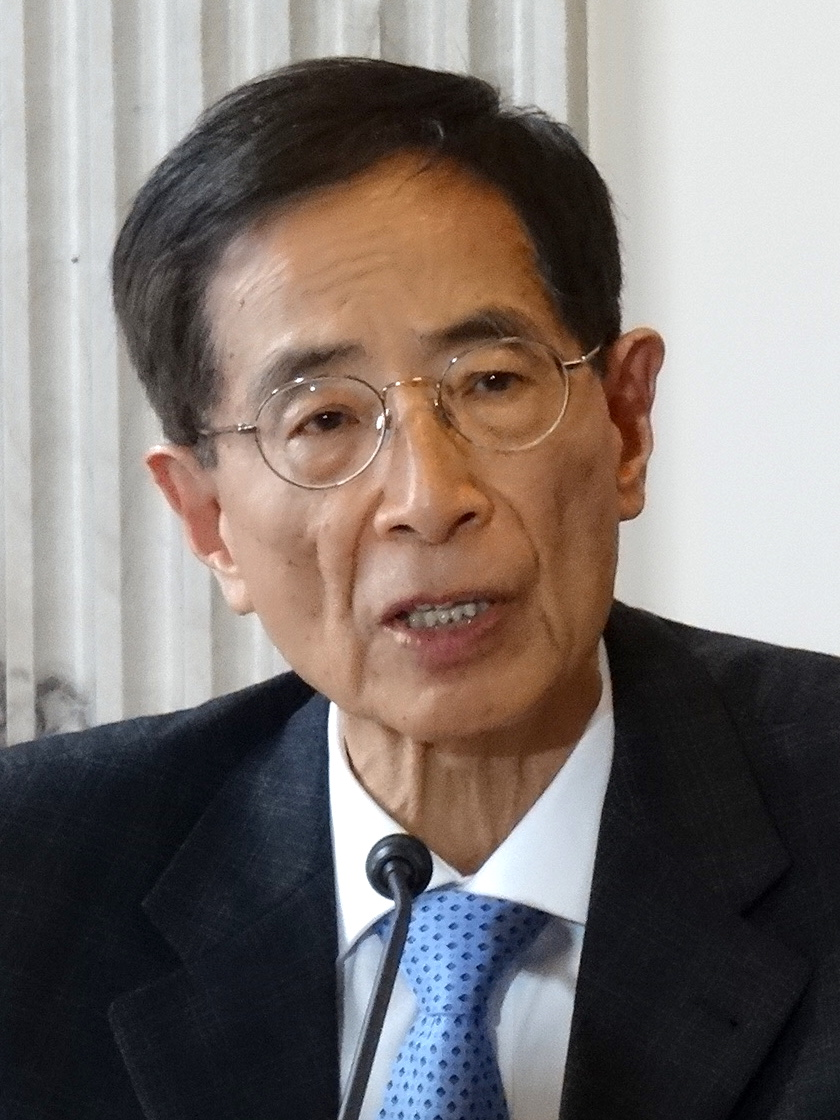
Martin Lee
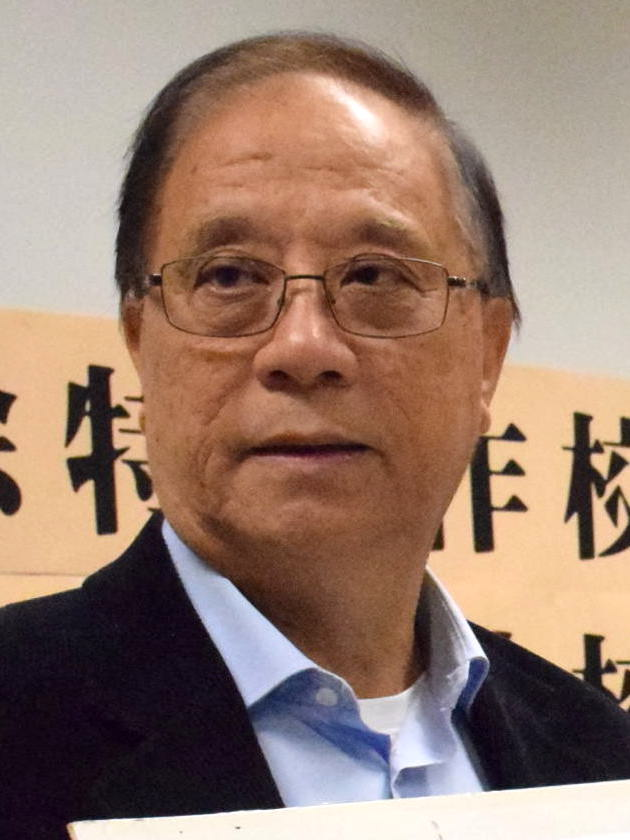
Yeung Sum
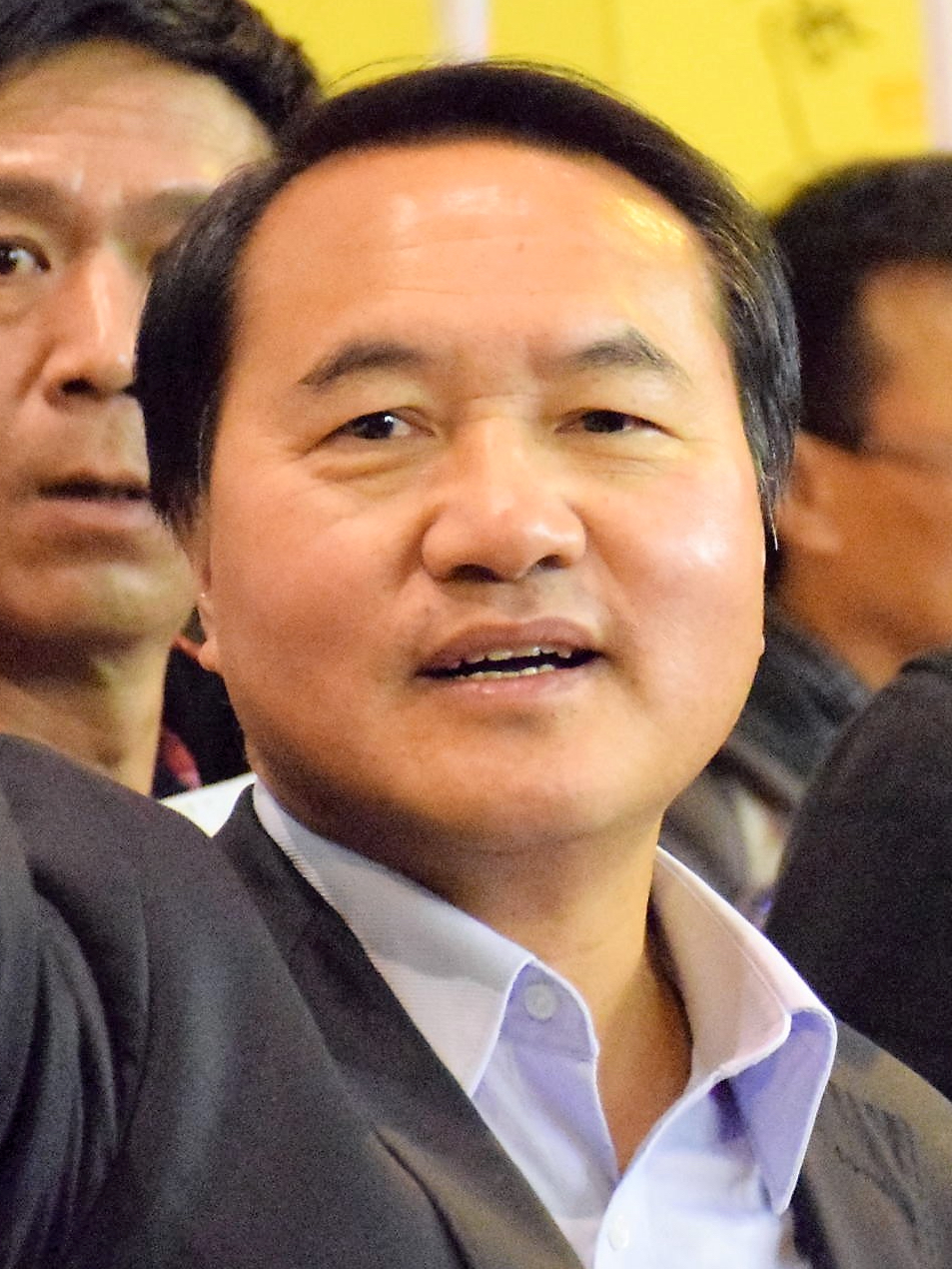
Lee Wing-tat
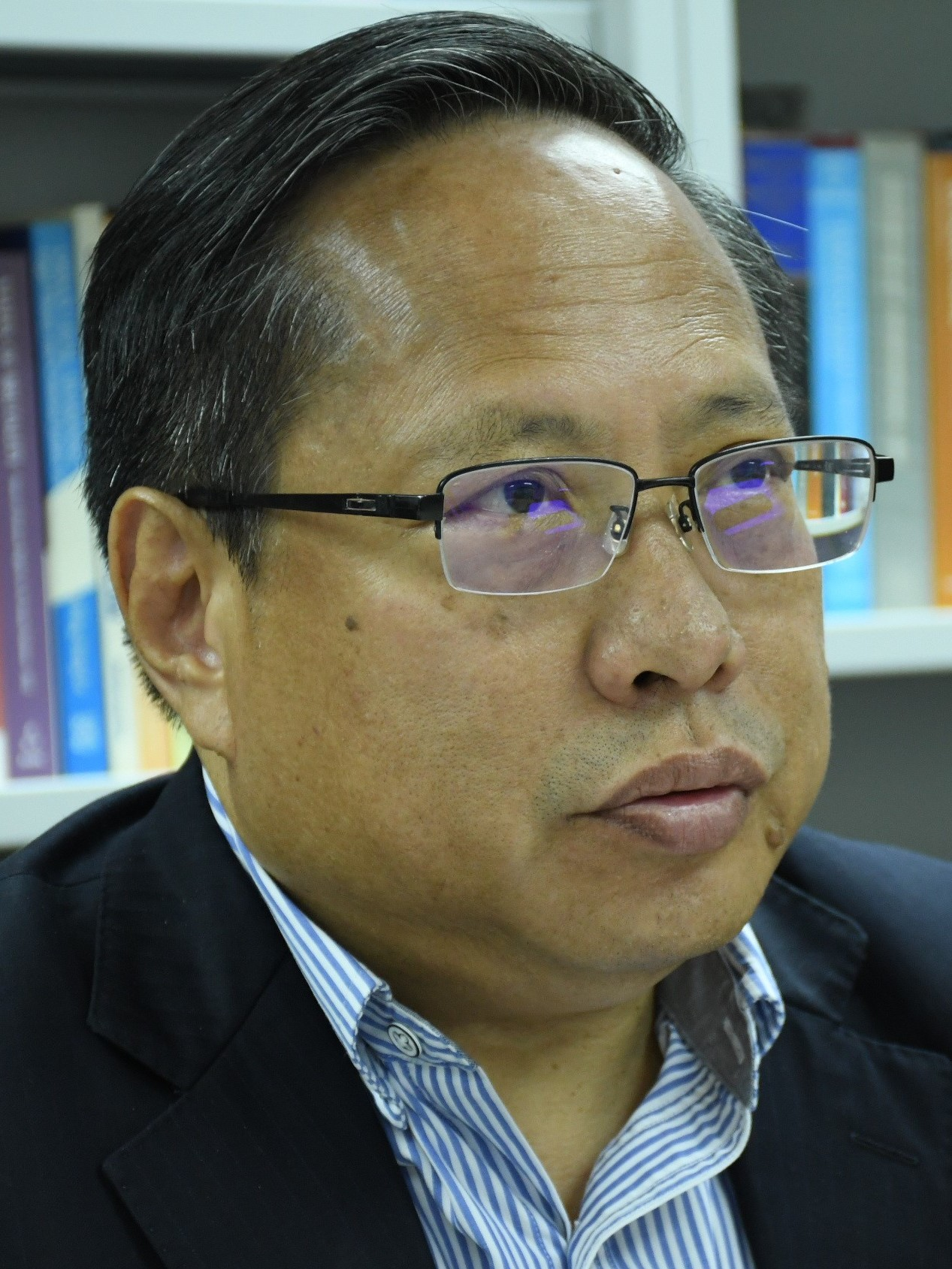
Albert Ho
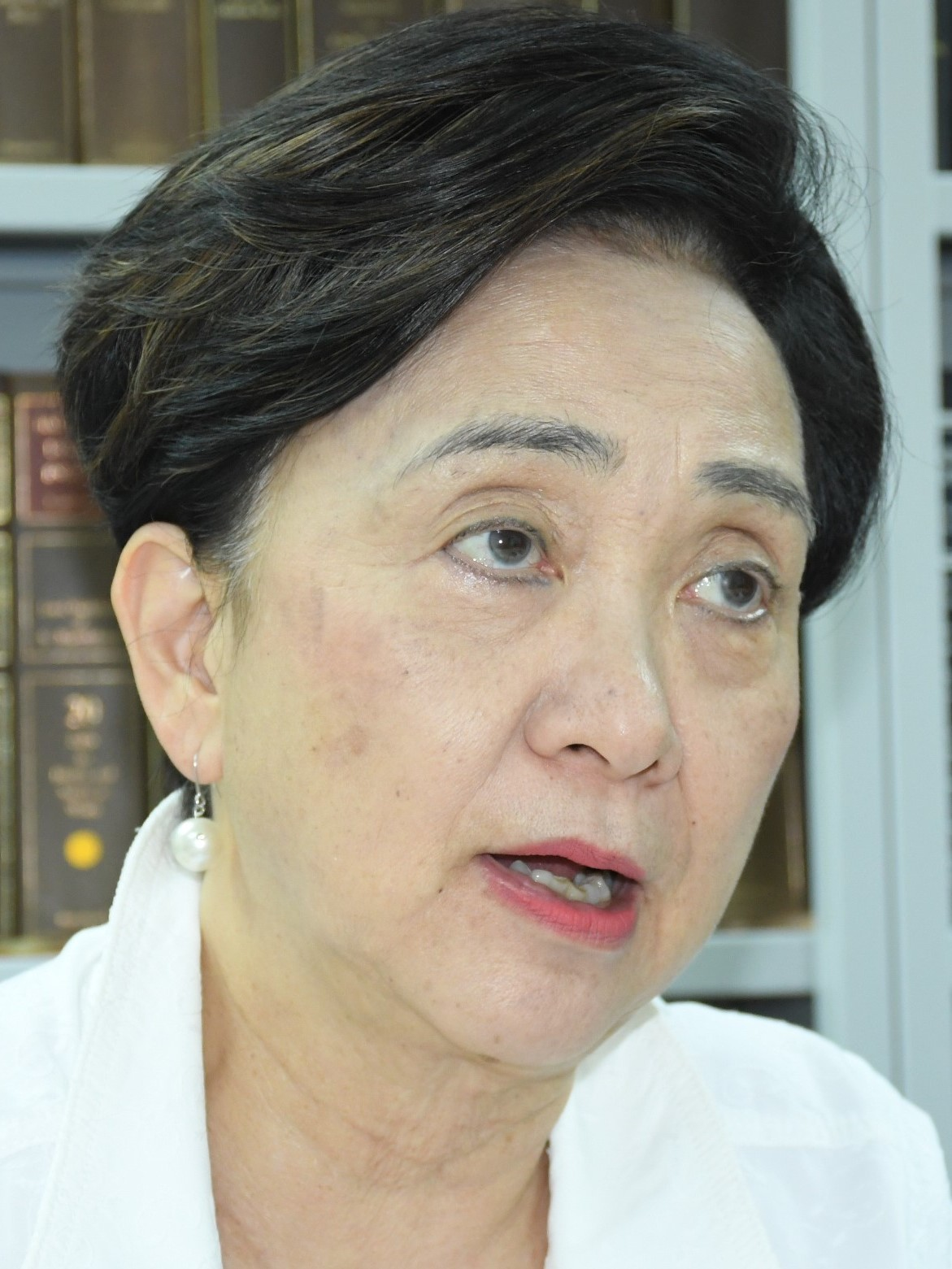
Emily Lau
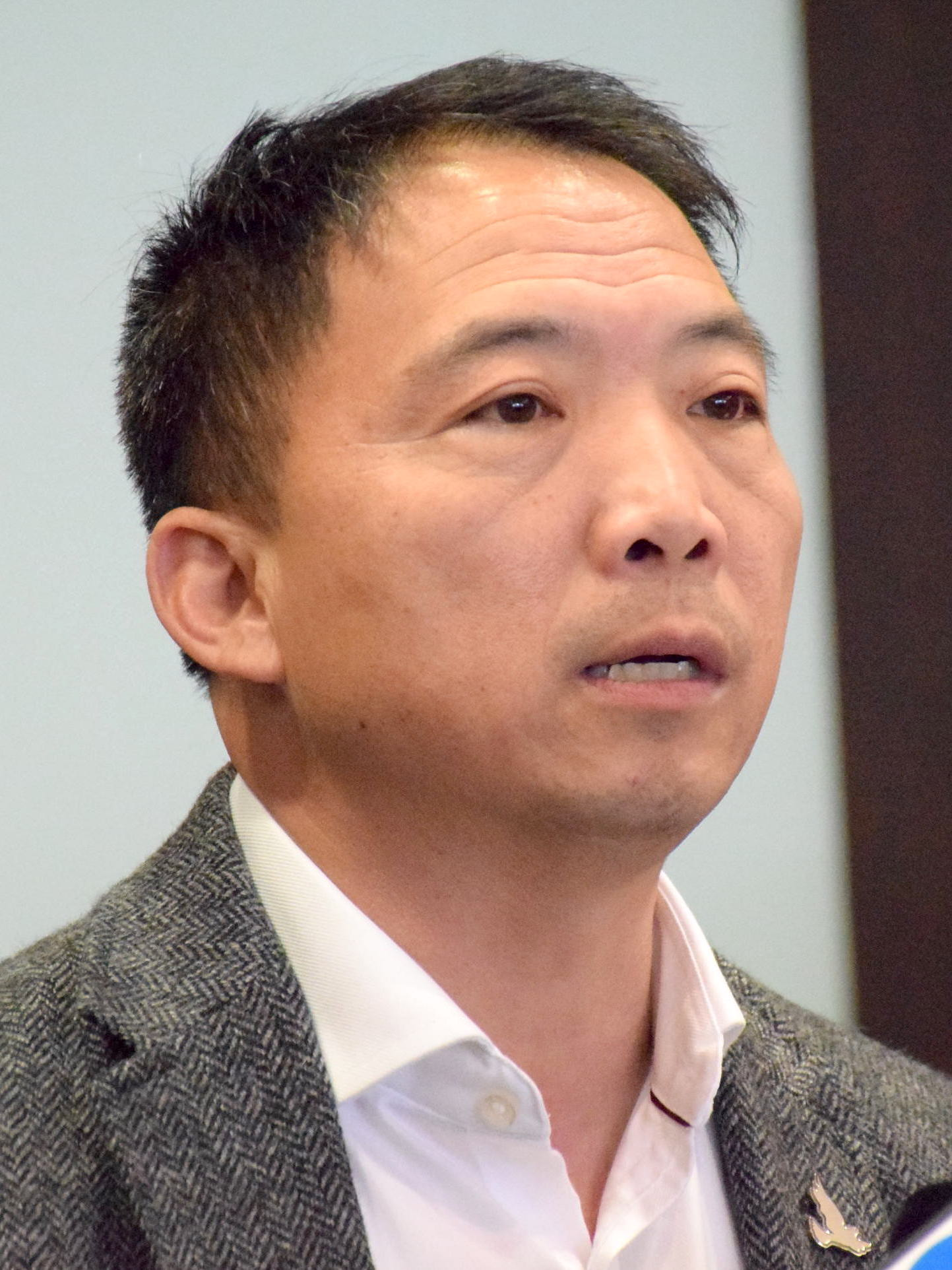
Wu Chi-wai
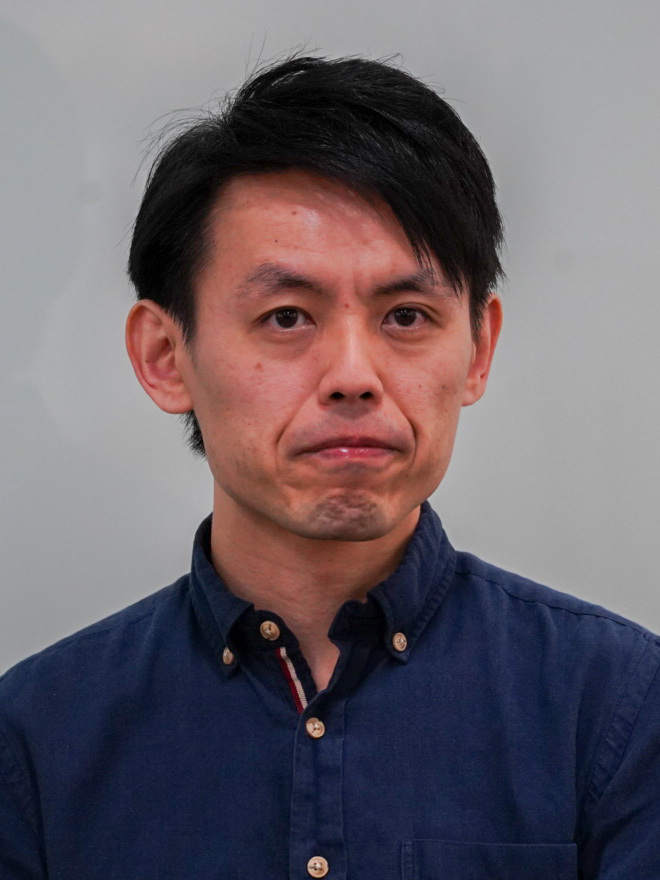
Lo Kin-hei